# Kiharu Nakamura
Kiharu Nakamura (中村 喜春 Nakamura Kiharu, 14. dubna 1913 Hokkaidó nebo Tokio – 5. ledna 2004 New York) byla japonská gejša a publicistka. Byla také první ženou v Japonsku, která získala pilotní licenci.

## Životopis
Narodila se 14. dubna 1913 na ostrově Hokkaidó nebo v Tokiu. Její rodné jméno je Kazuko Jamamoto. V roce 1929 se stala gejšou v domě gejš v Šinbaši. Jako gejša se učila hrát na šamisen, zpívat tradiční balady, tančit a bavit zákazníky. Přijala také jméno Kiharu, které znamená „šťastné jaro”. Naučila se také anglicky a vybudovala si reputaci jako první anglicky mluvící gejša. Mezi její zákazníky patřili Babe Ruth, Jean Cocteu a Charlie Chaplin.
Jako gejša pracovala do roku 1940, poté se provdala za Šintaróa Otu, japonského diplomata, a společně se přestěhovali do Kalkaty v Indii. Rozvedli se brzy poté, co Kihatu porodila syna, s nímž se v roce 1942 vrátila do Japonska. Poté si vzala fotografa Masaja Nakamuru. Jejich manželství trvalo do roku 1956, kdy se rozvedli a Kiharu se přestěhovala do Spojených států. Zde byla konzultantkou mnoha oper, knih a filmů o životě gejš, včetně produkce opery Madam Butterfly a knihy Gejša Arthura Goldena. Snažila se také vyvracet mylnou představu o gejšách, které jsou často považovány za nevěstky – oiran.
Její kniha Paměti gejši z roku 1983, která vyšla i v českém překladu, se v Japonsku stala bestsellerem a vznikla o ní japonská televizní minisérie. Napsala ještě dva další memoáry, které byly přeloženy do angličtiny.
Až do své smrti žila v New Yorku, kde zemřela 5. ledna 2004 ve svém domově v Jackson Heights v Queens. Bylo jí 90 let.

## Knihy
- Paměti gejši (1983; v české překladu nakladatelství Ikar, 2001)[6]
- ああ情なや日本 : 江戸っ子芸者の30年ぶりの日本 (1985)
- あたしはアメリカが好き (v překladu: Mám ráda Ameriku, 1987)